# Общий гербовник дворянских родов Российской империи
О́бщий гербо́вник дворя́нских родо́в Росси́йской импе́рии — свод гербов российских дворянских родов, учреждён указом императора Павла I от 20 (31) января 1797.
Двадцать томов гербовника включают 3 066 родовых и несколько личных гербов. Общепринятое сокращение — ОГ.
В манифесте от 20 января 1797 г. указано:

1. Все гербы, в гербовник внесённые, оставить навсегда непременными так, чтобы без особливого нашего, или преемников наших повеления, ничто ни под каким видом из оных не исключалось и вновь в оные не было ничего прибавляемо.
2. Каждому дворянину того рода, коего герб находится в гербовнике […] выдавать на пергаменте за скрепою точные копии с герба оного рода и с описания при том находящегося.
3. В случаях, в коих нужда будет кому-либо доказывать дворянское своей семьи достоинство, принимать вернейшим доказательством онаго сей составленный по повелению нашему общий дворянских родов гербовник, который и хранить в нашем Сенате.

## Части Общего гербовника
Пять частей Общего гербовника были утверждены императором Павлом I:
- первая часть — 1 января 1798 г. (150 гербов),
- вторая — 30 июня 1798 г. (150 гербов),
- третья — 19 января 1799 г. (150 гербов),
- четвёртая — 7 декабря 1799 г. (150 гербов),
- пятая — 22 октября 1800 г. (150 гербов).

Императором Александром I были утверждены:
- шестая часть — 23 июня 1801 г. (160 гербов),
- седьмая — 4 октября 1803 г. (180 гербов),
- восьмая — 25 января 1807 г. (160 гербов)
- и девятая — 5 августа 1816 г. (160 гербов).

Десятая часть была утверждена почти двадцать лет спустя, 3 января 1836 г. Николаем I (152 герба).
Первые четыре части Общего Гербовника были отпечатаны в Петербурге в 1803—1809 гг., части с пятой по десятую были изданы в 1836—1840 гг. в количестве 600 экземпляров. Гербы в них гравированные в чёрно-белом воспроизведении. (Несколько лет назад было предпринято факсимильное переиздание первых трёх частей Общего Гербовника с издания 1803—1809 гг.)
Следующие десять частей изданы не были и существуют в единственном экземпляре.
Императором Александром II была утверждена одиннадцатая часть — 13 апреля 1857 г. (153 герба).
Императором Александром III были утверждены:
- двенадцатая — 23 мая 1882 г. (152 герба),
- тринадцатая — 19 января 1885 г. (186 гербов),
- и четырнадцатая — 11 апреля 1890 г. (170 гербов).

Императором Николаем II были утверждены:
- пятнадцатая — 29 марта 1895 г. (143 герба),
- шестнадцатая — 14 февраля 1901 г. (140 гербов),
- семнадцатая — 14 января 1904 г. (140 гербов),
- восемнадцатая — 9 января 1908 г. (143 герба),
- девятнадцатая — 12 июня 1914 г. (142 герба)
- и двадцатая — 3 февраля 1917 г. (135 гербов).

Двадцать первой частью Общего Гербовника называют сборник из 61 герба, утверждённых Правительствующим Сенатом в период 1 июня — 22 ноября 1917 г.

## Оформление гербовников
Гербовник должен был подчёркивать важность занесения на его страницы гербов дворянских фамилий. Это был высокоторжественный акт юридического закрепления за родом или лицом гербовой эмблемы. Значимость усиливалась личной подписью императоров при утверждении каждого герба. Поэтому тома ОГ должны выглядеть как можно более внушительно, чтобы подчеркнуть эту значимость. Для всех томов в оформлении характерно использование государственного герба — двуглавого орла. Внешний вид оригиналов первых X частей ОГ таков: каждый том (размер 40х25 см.), переплетён в тёмно-малиновый бархат (правопреемник Бархатной книги), на наружной стороне переплёта вышиты изображения государственного орла, по голубому полю фронтисписа, заключённого в рамку, извивается серебряный меандр. На этом листе делается запись об утверждении соответствующей части Гербовника. Далее следуют гербы, рисованные на пергаментных листах, переложенных зелёною тафтой и под гербом помещен текст. Со временем внешний вид ОГ изменился. Так, XI часть выглядела иначе, чем первые X частей. На верхней крышке было вышито изображение государственного герба, корешок вышит золотом и шёлком. С XII части листы перекладываются полупрозрачной бумагой, а в следующих частях пергамент заменяют плотной бумагой «бристоль». Все тома хранятся в футлярах-ящиках, обтянутых чёрной кожей с ручками, для удобства и сохранности при транспортировке. Том XXI части ОГ переплетён в 1919 году, тогда же к нему был изготовлен и футляр. Этот последний том представляет собой красную бархатную книгу с изображением герба периода Временного правительства. Листы ОГ XXI части переложены тафтой.

## После 1917 года
В 1992 году Российское дворянское собрание начало издавать Новый общий гербовник (30 гербов), который должен был стать продолжением Общего гербовника. Издавался НОГ в виде отдельных газетных публикаций; издание не было завершено и прекратилось уже в 1993 году.
В 2013 году М. В. Романова возобновила практику утверждения очередных частей Общего гербовника, утвердив:
- двадцать первую — 16 июля 2013 года (61 герб);
- двадцать вторую — 16 июля 2013 года (170 гербов);
- двадцать третью — 11 июня 2016 года (172 герба);
- двадцать четвёртую — в 2022 году (140 гербов).

XXI том представляет собой сборник гербов, утверждённых в 1917 году при Временном правительстве, а XXII — гербы утверждённые Владимировичами (Кириллом Владимировичем, Владимиром Кирилловичем и Марией Владимировной) в 1933—2012 годах. В том же 2013 году М. В. Романова решила «возобновить издание Общего гербовника и, после публикации сей двадцать второй части, подготовить к печати и XI—XXI тома, составленные в 1857—1917 годах и оставшиеся в рукописи». 22-й том был издан в 2017 году.